# Listă de critici de artă români
Aceasta este o listă de critici de artă români notabili:
- Ruxandra Balaci
- Beatrice Bednarik
- Aurel D. Broșteanu
- Adrian Buga
- Alexandru Busuioceanu
- Olga Bușneag

- Dan Caragea
- Magda Cârneci
- Valentin Ciucă

- Mircea Deac

- Ion Frunzetti
- Benjamin Fondane

- Dan Grigorescu
- Adrian Guță

- Dan Hăulică

- Alexandru Lăzărescu

- Adina Nanu

- Petre Oprea

- Vasile Georgescu Paleolog
- Nicolae Petrașcu (scriitor)
- Deliu Petroiu

- Marius Porumb
- Constantin Prut

- Ciprian Radovan

- Eugen Schileru

- Raoul Șorban
- Pavel Șușară

- Valentin Tașcu

- Radu Varia
- Ioana Vlasiu

- Krikor H. Zambaccian